# Кавские анналы
Кавские анналы лат. Annales Cavenses — написанные на латинском языке анналы монастыря Пресвятой Троицы в Кава-де-Тиррени. Охватывают период с 569 по 1315 гг. Содержат сведения главным образом по истории Италии и города Кава-де-Тиррени.

## Издания
- Annales Cavenses // MGH, SS. Bd. III. Hannover. 1839, p. 185-197[1].

## Переводы на русский язык
- Кавские анналы, Ч. 1 (569-1179) в переводе Е. А. Хвалькова на сайте Восточная литература